# Edmundo Pérez Zujovic

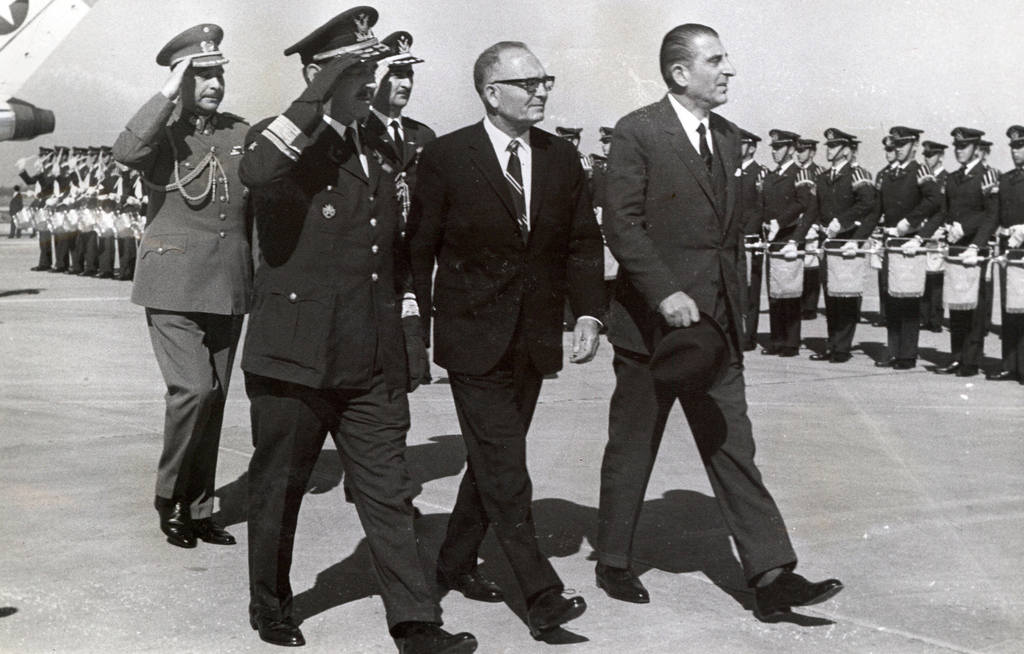
Edmundo Pérez Zujovic (midden) en Eduardo Frei Montalva in 1967

Edmundo Pérez Zujovic (Antofagasta, 11 mei 1912 - Santiago, 8 juni 1971) was een Chileens politicus van de Christendemocratische Partij. Hij bekleedde verschillende ministerposten onder het presidentschap van Eduardo Frei Montalva, waaronder die van Binnenlandse Zaken tussen 1968 en 1969.
Op 8 juni 1971 werd Pérez Zujovic vermoord door drie leden van de VOP, een links-extremistische organisatie. De daders werden binnen enkele dagen gevat of gedood door de politie. Zijn dood leidde mee tot een breuk binnen zijn partij. De linkse vleugel scheidde zich af als Movimiento de Isquierda Cristiana (MIC) omdat ze het oneens was met de steeds rechtsere koers van de partij na de moord op Pérez Zujovic.
- International Standard Name Identifier: 0000 0003 8532 8509
- Library of Congress Control Number: no2003039357
- Virtual International Authority File: 222867277
- WorldCat: E39PBJckW8PJJPk3ryhR96qvpP